# Gancho de remolque

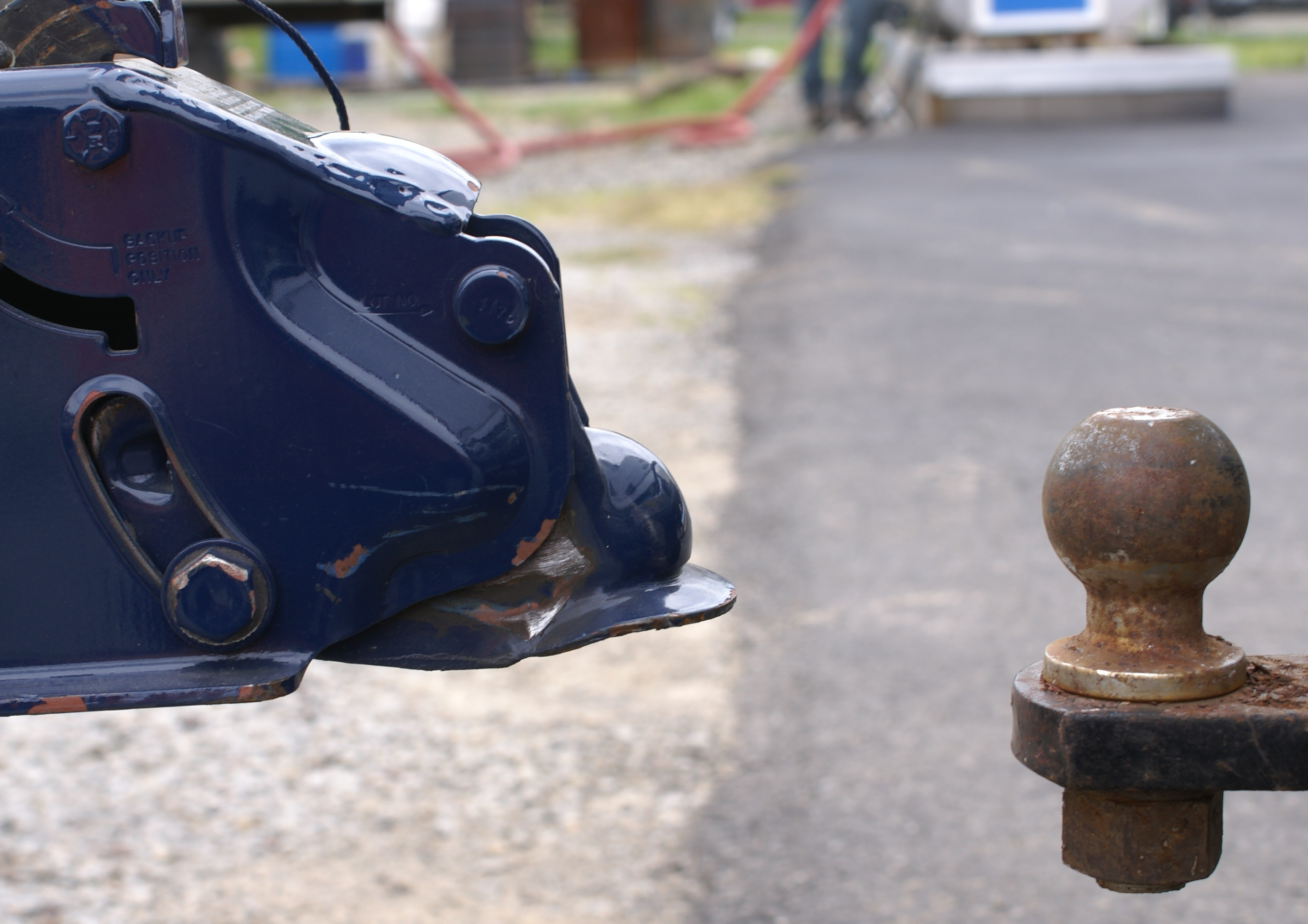
A la derecha, bola del enganche. A su izquierda, el acoplamiento del remolque

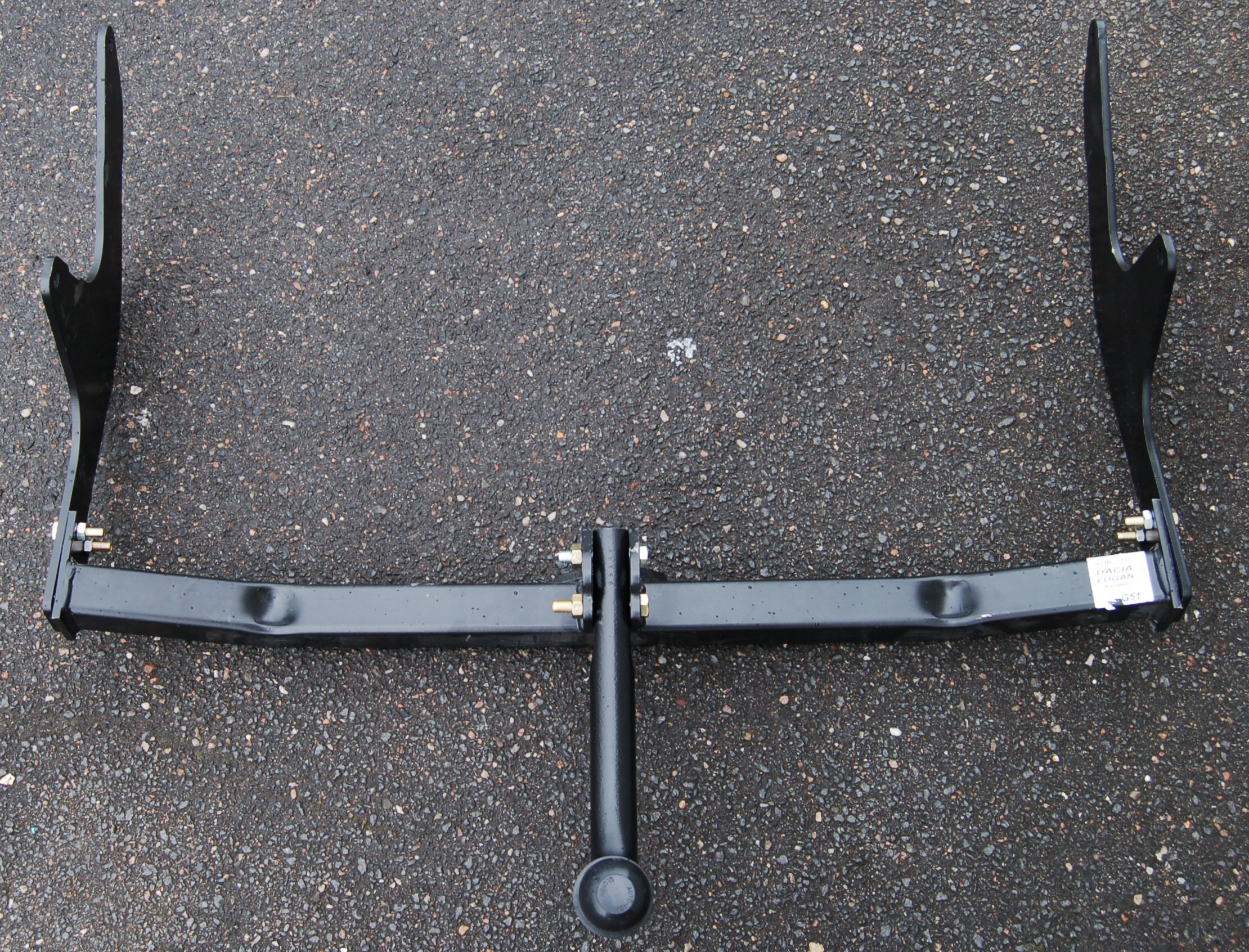
Kit apoyo de bola para remolque

Un gancho de remolque o acoplamiento de remolque es un soporte mecánico estático que va montado integralmente con el bastidor (o chasis) de un vehículo, de forma que permite unirlo a un remolque para actuar como vehículo tractor. En los vehículos de carrocería hace falta fijarlo a una superficie bastante grande para poder repartir el esfuerzo entre varios puntos de tracción.
En este apoyo se puede insertar el mecanismo de acoplamiento del remolque, coloquialmente denominado simplemente como acoplamiento (la argolla, la cavidad por la bola, etc..), quedando asegurados los dos elementos en su posición de trabajo mediante un sistema de retención adecuado. Este sistema de bloqueo tiene que permitir girar un cierto ángulo, hacia ambos lados y arriba y abajo, para adaptarse a los cambios de dirección del conjunto vehículo-remolque.

## Características

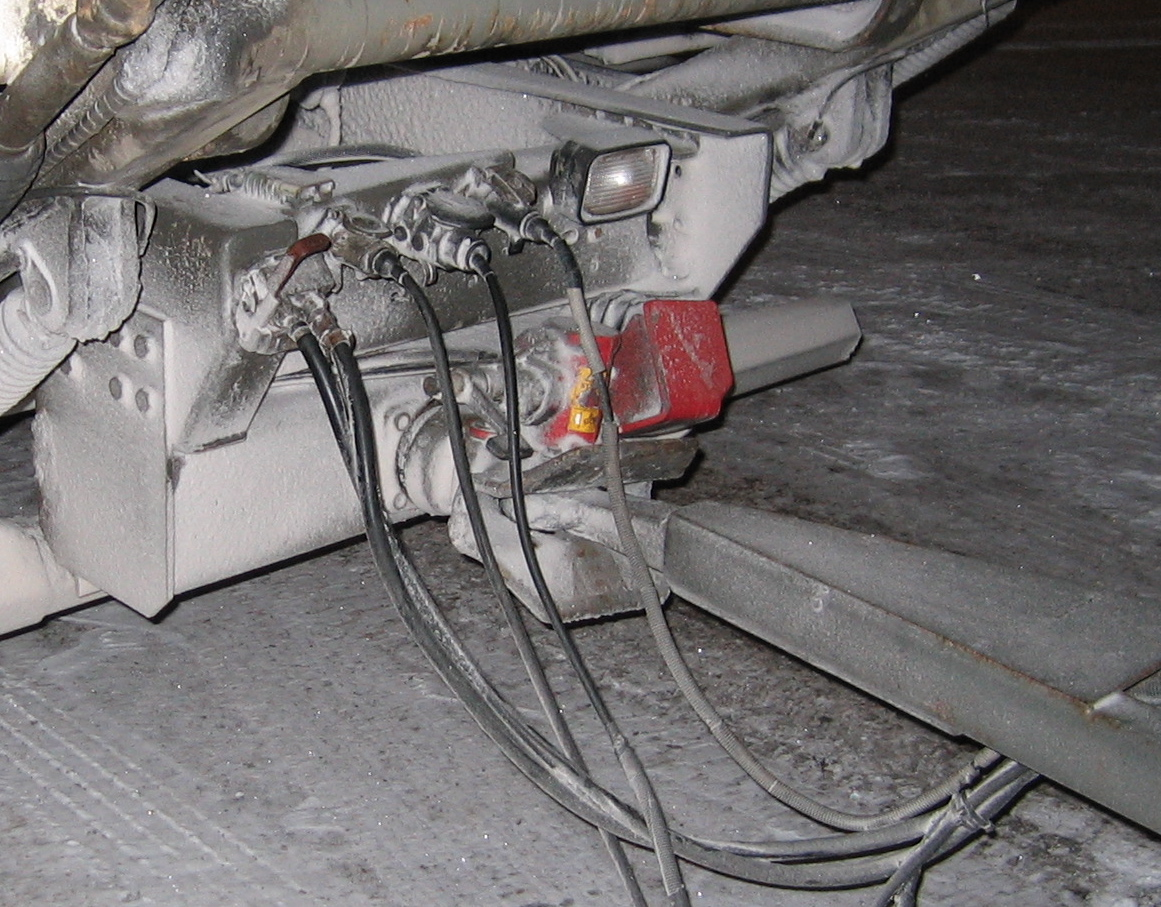
Acoplamiento de un camión con conectores eléctricos y neumáticos

En general, junto al acoplamiento de remolque hay una base de conector, coloquialmente denominado "piña" que conecta las luces del remolque (luces de posición, luces de freno, intermitentes, marcha atrás, luz de matrícula, pata de comunicación entre remolque y vehículo tractor, positivo directo, positivo bajo llave.....) con la instalación del vehículo. Aparte de este conector en los camiones modernos también hay una conexión adicional con el circuito neumático del vehículo para permitir el uso del freno neumático.
En los vehículos de pasajeros el acoplamiento es muy simplificado en comparación con el de los vehículos pesados, por razón del menor peso del remolque, y en algunos casos también es fácilmente extraíble. A la mayoría de casos el sistema de frenos no necesita extensiones conectadas al remolque puesto que se utiliza un mecanismo de repulsión, que actúa por la fuerza ejercida por la inercia del remolque sobre el propio gancho.

## Aplicaciones

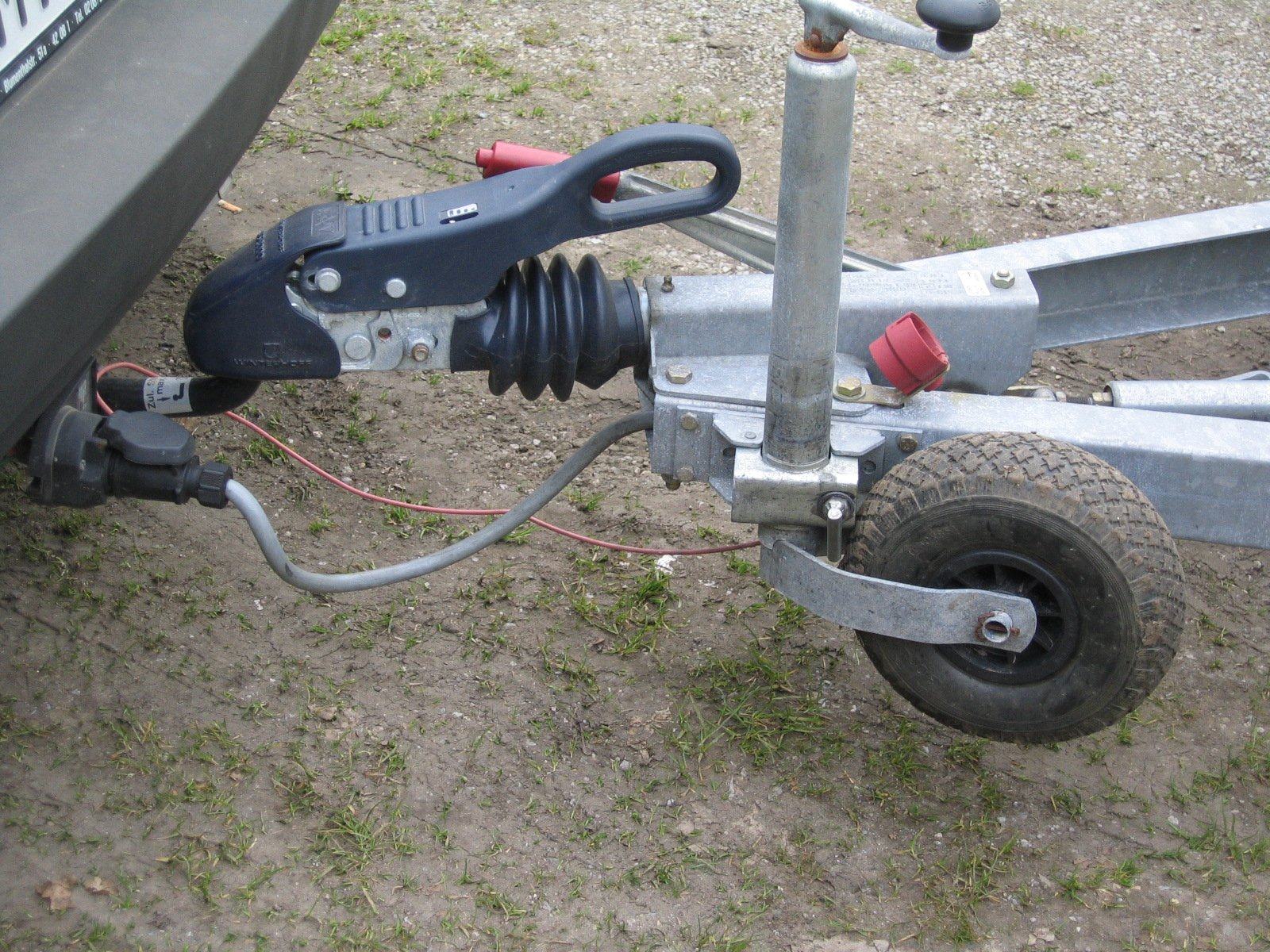
Remolque acoplado a una bola

Los usos más típicos consisten al enganchar remolques o vehículos de recreo detrás de un coche (típicamente caravanas o tiendas de campaña plegables con ruedas), detrás de un camión para convertirlo en un Euro-combi o a un tractor agrícola para arrastrar maquinaria agrícola de todos tipos, así como los remolques clásicos, otro uso es mucho menos común en motocicletas, en que el remolque puede ser de una sola rueda o de dos.
En los últimos años han proliferado nuevos usuarios que, fuera de arrastrar una caravana o remolque de carga, emplean el enganche para transportar un portabicicletas sobre el mismo, para remolques de motos, motos de agua... Los portabicicletas sobre la bola del enganche son más seguros y cómodos de usar, presentando importantes ventajas sobre portabicicletas tradicional en la baca del coche: El usuario evita tener que elevar una bicicleta a pulso por encima de su cabeza. Igualmente, aporta la ventaja de no alterar la aerodinámica del vehículo frente a los portabicicletas colgados en cristal o portón trasero que suelen fijarse con garras y acaban dañando la pintura del coche por traqueteo.
En el caso de las motocicletas, el sistema es similar al de los coches y camiones, pero el acoplamiento empleado tiene que asegurar dos grados de libertad de rotación en el caso de utilizar remolques de una sola rueda, mientras que en el caso de remolques de dos ruedas tiene los mismos tres grados de libertad que el de coches y camiones.
Los enganches de caravanas están compuestos de 3 partes diferentes. La primera es lal rueda de jockey para nivelar la altura de la caravana a la hora de engancharla, el freno de mano, conexión eléctrica (13 o 7 polos). En los enganches de caravana siempre tienen incorporado un cable de seguridad, para que en caso de que se desenganche del choche tire del freno de mano del enganche y se pare.

## Tipo de acoplamiento
Cabe distinguir para no inducir a error la diferencia entre:

Acoplamiento: Término con el que se denomina al extremo que la barra del remolque que une (acopla) el remolque al gancho del vehículo tractor.
Bola: Con este término se identifica la parte del gancho de remolque sobre la que encaja el acoplamiento del remolque.

Entre la gran variedad de acoplamientos hay que destacar:
Acoplamiento de argolla y pasador , también llamado acoplamiento de bola-pasador
- Es el modelo que se podría decir "histórico", instalado en muchos camiones, y utilizable con gran cantidad de remolques.Todo y su sencillez está compuesto de unos elementos que reducen la posibilidad de liberación accidental del remolque.

Acoplamiento de bola , también llamado "cuello de cisne"
- Es la solución más común para los turismos, caracterizado por una pieza del remolque con palanca de apriete, que conecta con la bola.

Acoplamiento de cerrojo para camiones
- Pareciendo al sistema histórico de argolla y pasador pero modernizado, Tiene también unos elementos que reducen la posibilidad de liberación accidental del remolque, pero han diferentes variedades y algunos modelos no son compatibles entre sí.

Acoplamiento de gancho (militar)
- Es una solución muy utilizada al entorno militar (veáis foto GAZ-69), caracterizado por una pieza superior basculante que asegura la conexión del remolque

Acoplamiento de seguridad
- Sistema de seguridad utilizado típicamente en el servicio ferroviario, como por ejemplo el sistema automatizado Janney y similares.

Acoplamiento de plataforma, coloquialmente llamado "Quinta rueda"
- Sistema usado normalmente para conectar los tráileres con remolques de alto tonelaje para múltiples aplicaciones.

## Tipos de bola
1. Bola fija
Esta bola aparece soldada a la barra del enganche o fija con tornillos. En este segundo caso, al tener pares de apriete, se considera en España que la bola con tornillos es fija, pues no puede ser desmontada por el usuario. Sólo un taller especializado podría retirarla o ponerla, fijándola con los pares de apriete indicados por el fabricante del gancho de remolque.
Habitualmente se presentan dos tipos de bola fija:
1.1. Bola de cuello de cisne
Denominada así por su curvatura. Esta bola es utilizada de forma mayoritaria por conductores que hacen uso continuamente del gancho de remolque. Hay que tener en cuenta que esta bola no se puede instalar en vehículos con matrícula baja, pues la legislación no permite circular si tapa parcial o totalmente la placa de matrícula. Es el caso de España y otros países europeos. 
1.2. Bola de brida
Se trata de una bola enfrentada a una placa vertical, a la que se fija con 2 o 4 tornillos. Suele tener mayor resistencia (identificada por el valor D, que marca el arrastre en kN y por el valor S, que indica el peso vertical en kg). 
La variante de bola con pasador permite arrastrar remolque con acoplamiento de anilla o argolla, como suele ser habitual en compresores, remolques de obra y remolques pesados. 
2. Bola desmontable
- Los principales fabricantes ofrecen una bola que puede ser retirada sin herramientas especiales, teniendo la categoría de bola desmontable. Es habitual que esta bola lleve una cerradura de seguridad. Insertando una llave, se bloquea y desbloquea la bola para poderla retirar de su emplazamiento, denominado habitualmente "husillo". En países donde el código de circulación prohíbe que la bola del enganche tape parcialmente la matrícula, como es el caso de España, presenta la ventaja de poder ser instalada en vehículos que tienen la matrícula baja, pues en caso de llevar el remolque, este dispone de su propia matrícula, y en caso de no llevarlo, se puede retirar la bola y guardarla en el maletero. De esta forma no tapa visibilidad a la matrícula del vehículo.

3. Bola retráctil
- Por medio de una pequeña palanca (si es un sistema manual) o de un pulsador dentro del vehículo (si es un sistema eléctrico), se actúa sobre la bola del gancho de remolque abatible. De esta forma, la bola no necesita ser retirada del vehículo, quedando plegada bajo el paragolpes posterior cuando no se usa y quedando en su posición de trabajo para ser utilizada.

## Conexiones eléctricas
Distinguimos dos conexiones eléctricas principalmente:
- Conexión de 7 polos:

Habitualmente nominada "conexión antigua" o "conexión tradicional", por tratarse del antiguo conector utilizado en España.
- Conexión de 13 polos:

Habitualmente nominada "conexión europea" , empleada en caravanas y remolques donde se requieren más conexiones, especificadas a continuación